# Província de Sondrio

La província de Sondrio  és una província que forma part de la regió de Llombardia dins Itàlia. La seva capital és Sondrio.
La província de Sondrio forma un territori principalment muntanyós solcat per valls. Les principals són la Valtellina i la Valchiavenna. Hi ha les muntanyes més altes de la Llombardia. Al nord i a l'oest de la província limita amb Suïssa (Grisons) a l'oest amb la província de Como i la província de Lecco, al sud amb la província de Bèrgam i a l'est amb la província de Brescia i el Trentino - Alto Adige (província de Trento i la província de Bolzano).
Té una àrea de 3.195,76 km², i una població total de 181.372 hab. (2016). Hi ha 77 municipis a la província.